# Skalní město

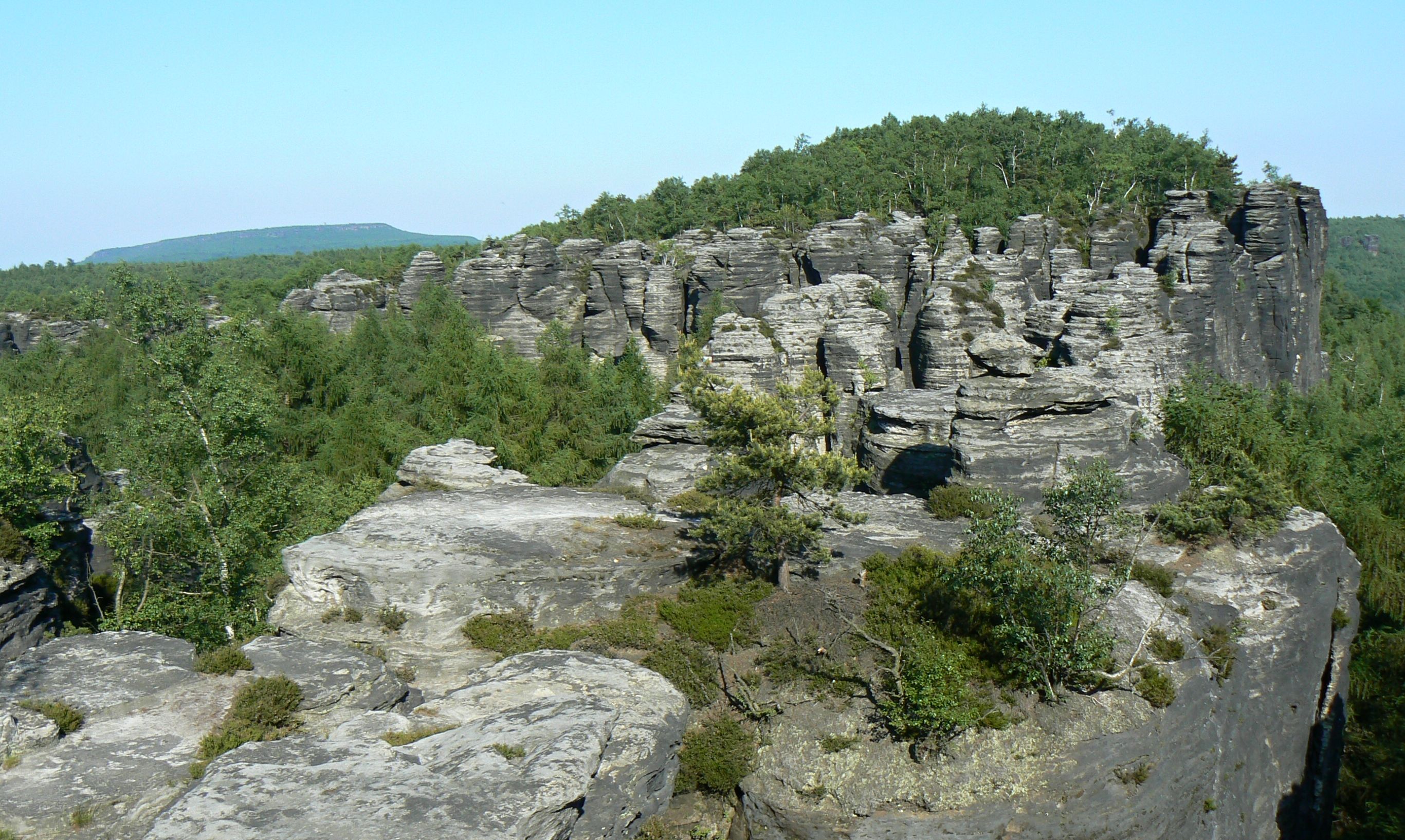
Příklad skalního města - Tiské stěny v oblasti CHKO Labské pískovce

Skalní město se řadí k mezoformám reliéfu. Jedná se o odborný geomorfologický termín používaný pro seskupení různých skalních tvarů, jako jsou skalní bloky, věže, stěny aj., které vznikly zvětráváním a následným odnosem materiálu v různých typech hornin (vulkanických, sedimentárních, krystalických aj.).

## Vývoj
Skalní města jsou součástí reliéfů tabulí, tj. reliéfu na horizontálně uložených horninách. V počátečním stádiu vývoje tohoto typu reliéfu vzniká tzv. stupňovina, která je složena z úrovní tvořených strukturními plošinami a strukturními stupni. Strukturní stupně jsou erozní činností vody, větru a gravitace u úpatí podkopávány tak, že ustupují a ve druhé fázi vznikají svědecké vrchy a hory se stejnou výškou, jako má původní tabule. Tam, kde tabule budují masívní horniny, jako jsou kvádrové pískovce, mohou vznikat právě skalní města.
Nejvyvinutější skalní města se utváří v pískovcích, které bývají protkány sítí různě ukloněných, často navzájem kolmých puklin. Tyto pukliny dělí horninu na jednotlivé bloky – kvádry. Erozní činitelé pak na takto rozrušenou horninu působí mnohem intenzivněji.
Podle Rubína et al. (1986) se méně dokonalá skalní města vyvíjejí i v dalších sedimentárních horninách (vápencích, dolomitech a travertinech), ve vyvřelých horninách (výlevných i hlubinných) či v krystalických břidlicích.

## Forma
V pískovcových skalních městech se díky dobré propustnosti hornin a erozi působící zejména podél preferenčních cest, tj. puklin, mohly vyvinout rozličné tvary skalních věží, jehel, bloků, kulis, stěn a štítů. Tyto tvary ve skalních městech dosahují výšek úctyhodného rozpětí – od několika málo jednotek až desítek metrů, po hodnoty přesahující 100 metrů. Skalní tvary od sebe oddělují úzké soutěsky a hluboké kaňony.
K mikroformám reliéfu, které se vyvinuly ve skalách pískovcových měst, se řadí voštiny, lišty, římsy, skalní hodiny, okna aj. K mezoformám potom náleží jeskyně, skalní převisy, brány, viklany aj.

## Rozšíření

### Česká republika

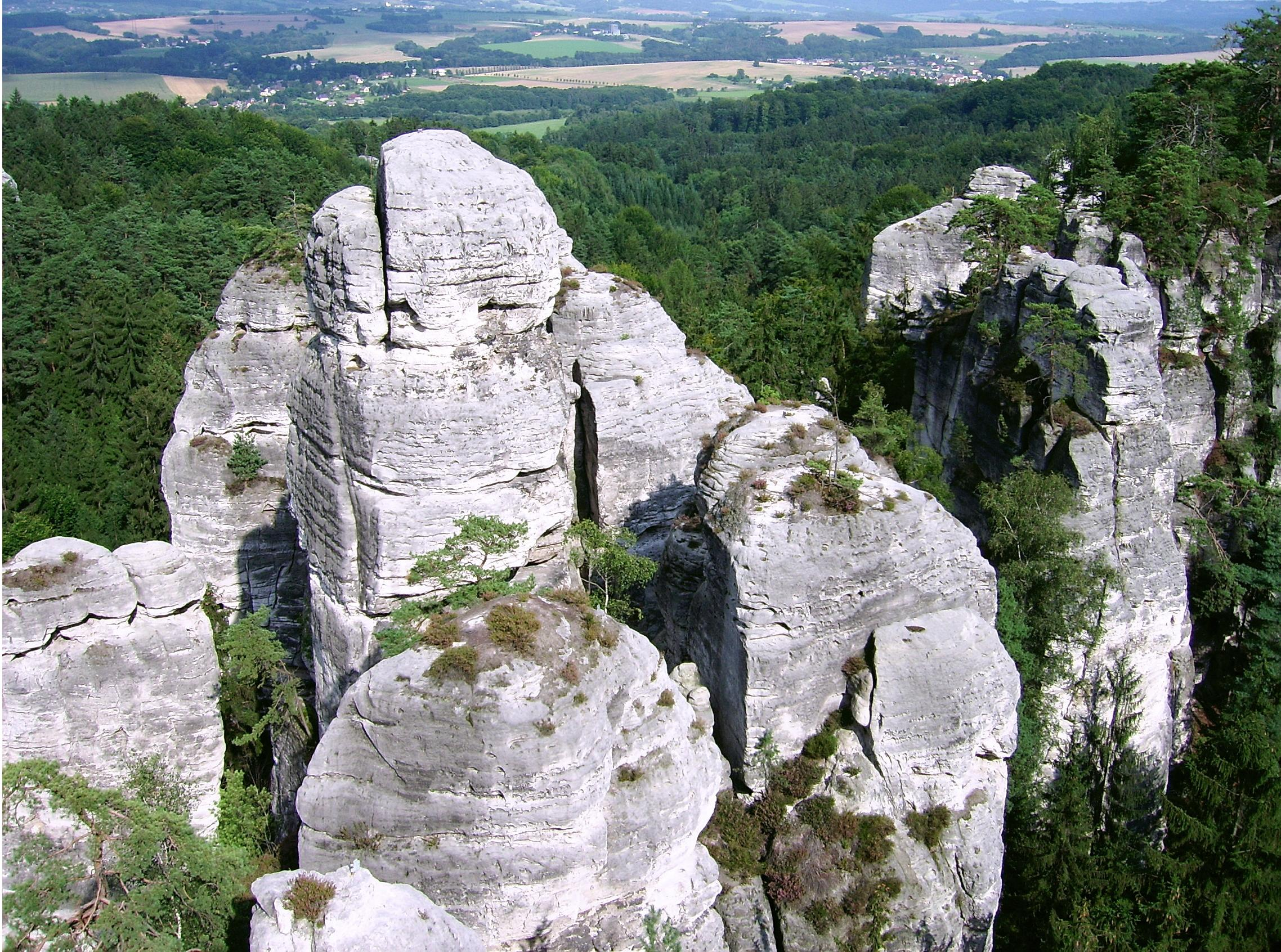
Sfinga, Hruboskalské skalní město

V České republice je vznik skalních měst vázán především na oblasti výskytu křemenných kvádrových pískovců v České křídové tabuli. Výšky českých skal se pohybují v rozmezí 10 – 80 metrů. K nejznámějším oblastem v ČR patří:
- Děčínská vrchovina: Tiské stěny, Jetřichovické stěny, Pravčická brána
- Broumovská vrchovina: Adršpašsko-teplické skály, Broumovské stěny, stolová hora Ostaš
- Ralská pahorkatina: Rač u Zakšína, Kokořínsko, u Vojtěchova, u Vlhoště, Hradčanské stěny, Sloupské skalní město
- Jičínská pahorkatina: Prachovské skály, Besedické skály, Klokočské skály, Betlémské skály, Hruboskalské skalní město, Příhrazské skály
- Svitavská pahorkatina: Budislavské skály

Oblasti skalních měst jsou v České republice chráněné, většinou jako CHKO či NP:
- CHKO Broumovsko
- CHKO Labské pískovce
- NP České Švýcarsko
- CHKO Kokořínsko – Máchův kraj
- CHKO Český ráj

Rubín et al. (1986) dále pokládá za skalní města také některé tvary v neovulkanitech (Kozelka u Manětína) a v žulách. K nim patří oblasti pohraničních pohoří:
- Medvědí stezka na Šumavě
- Frýdlantské cimbuří v Jizerských horách
- Choustník u Tábora
- Ludvíkovské skalní město

Existují také skalní města z kulmských hornin, např.

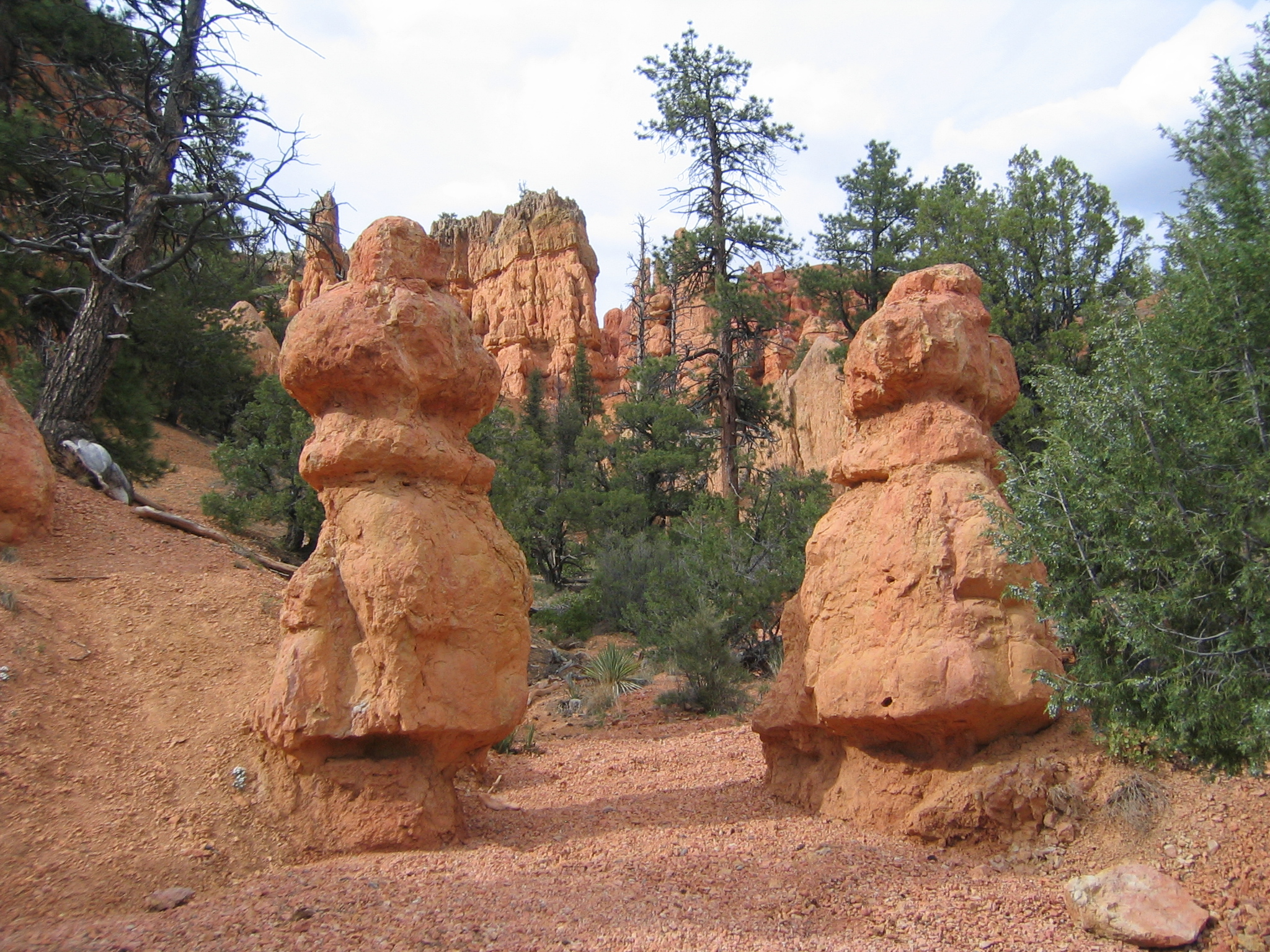
Skalní město Red Canyon v USA, stát Utah

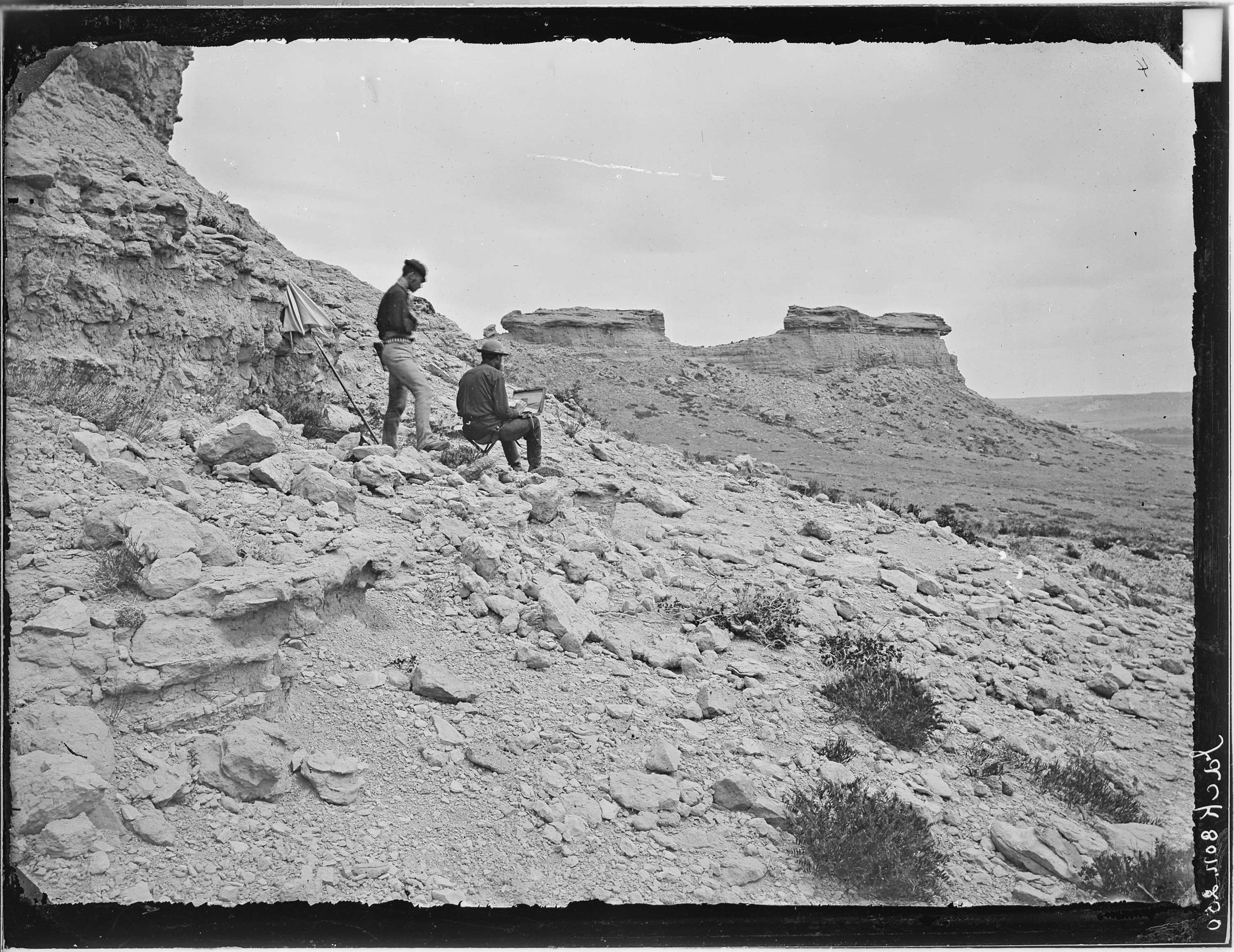
Skalní město Chugwater ve spodně křídových pískovcích, USA, stát Wyoming

- Potštátské skalní město

### Evropa
Na Slovensku jsou zmiňována tato skalní města:
- ve třetihorních vápnitých slepencích: Súlovské skály
- ve vulkanitech: Vtáčnik (Buchlov, Žarnov), Kremnické vrchy (Zlatá Studňa), Polana (Ľubietovský Vepor)
- v dolomitech: Malá Fatra (Veľký Rozsutec), Západní Tatry (Osobitá), Rajecké Teplice (Rajecké skály)

V Evropě jsou nejvýznamnější skalní města:
- v pískovcích: Německo (Saské Švýcarsko – Elbsandsteingebirge, Lužické hory jižně od Žitavy), Polsko (Góry Stolowe), Bulharsko (Belogradčické skály), Lucembursko (Echternach), Francie (Fontainbleau, Causses – Chaos de Montpellier-le-Vieux)

### Svět
Ve světě jsou skalní města rozšířena například v:
1. pouštních a polopouštních oblastech:
- Alžírsko: Tamritský masív, Tasílie
- Jordánsko: Arabská proláklina
- USA: Utah

2. granitických horninách:
- Mongolsko: u Goricha